# 珍妮弗·弗莱
珍妮弗·弗莱（英語：Jennifer Fry，1989年3月24日—），南非女子羽毛球運動員。

## 簡歷
2013年8月，珍妮弗·弗莱代表南非出戰在毛里裘斯羅斯希爾舉行的非洲羽毛球錦標賽，贏得團體冠軍、混雙亞軍及女雙季軍。
2015年8月，珍妮弗·弗莱參加印尼雅加達舉行的世界羽毛球錦標賽，與安德里斯·马兰合作出戰混合雙打項目，首圈就以0比2（10-21、9-21）不敵南韓的申白喆/張藝娜出局。

## 主要比賽成績
只列出曾進入準決賽的國際賽事成績：
| 年份   | 賽事                                     | 公開賽級別 | 項目     | 搭檔                 | 成績   |
| ------ | ---------------------------------------- | ---------- | -------- | -------------------- | ------ |
| 2013年 | 非洲羽毛球錦標賽                         | 其他       | 混合團體 | －                   | 冠軍   |
| 2013年 | 非洲羽毛球錦標賽                         | 其他       | 女子雙打 | 米歇尔·巴特勒-埃米特 | 季軍   |
| 2013年 | 非洲羽毛球錦標賽                         | 其他       | 混合雙打 | 安德里斯·马兰        | 亞軍   |
| 2013年 | 毛里裘斯羽毛球國際賽                     | 未來系列賽 | 女子雙打 | 米歇尔·巴特勒-埃米特 | 準決賽 |
| 2014年 | 非洲羽毛球錦標賽                         | 其他       | 混合團體 | －                   | 冠軍   |
| 2014年 | 非洲羽毛球錦標賽                         | 其他       | 女子雙打 | 埃尔姆·德维利尔斯    | 季軍   |
| 2014年 | 非洲羽毛球錦標賽                         | 其他       | 混合雙打 | 安德里斯·马兰        | 亞軍   |
| 2014年 | 拉各斯羽毛球國際挑戰賽                   | 國際挑戰賽 | 女子雙打 | 桑德拉·勒格兰其      | 準決賽 |
| 2014年 | 拉各斯羽毛球國際挑戰賽                   | 國際挑戰賽 | 混合雙打 | 安德里斯·马兰        | 亞軍   |
| 2014年 | 毛里裘斯羽毛球國際賽                     | 國際系列賽 | 混合雙打 | 安德里斯·马兰        | 亞軍   |
| 2014年 | 南非羽毛球國際賽                         | 國際系列賽 | 女子雙打 | 桑德拉·勒格兰其      | 準決賽 |
| 2015年 | 烏干達羽毛球國際賽                       | 國際系列賽 | 女子雙打 | 桑德拉·勒格兰其      | 準決賽 |
| 2015年 | 烏干達羽毛球國際賽                       | 國際系列賽 | 混合雙打 | 安德里斯·马兰        | 準決賽 |
| 2015年 | 毛里裘斯羽毛球國際賽                     | 國際系列賽 | 混合雙打 | 安德里斯·马兰        | 冠軍   |
| 2015年 | 全非運動會羽毛球比賽 暨 非洲羽毛球錦標賽 | 其他       | 混合團體 | －                   | 亞軍   |
| 2015年 | 全非運動會羽毛球比賽 暨 非洲羽毛球錦標賽 | 其他       | 混合雙打 | 安德里斯·马兰        | 冠軍   |
| 2015年 | 南非羽毛球國際賽                         | 國際系列賽 | 女子雙打 | Lee-Ann De Wet       | 準決賽 |
| 2015年 | 南非羽毛球國際賽                         | 國際系列賽 | 混合雙打 | 安德里斯·马兰        | 冠軍   |
| 2016年 | 南非羽毛球國際賽                         | 國際系列賽 | 女子雙打 | 米歇尔·巴特勒-埃米特 | 冠軍   |
| 2017年 | 非洲羽毛球錦標賽                         | 其他       | 混合團體 | －                   | 亞軍   |
| 2017年 | 非洲羽毛球錦標賽                         | 其他       | 女子雙打 | 米歇尔·巴特勒-埃米特 | 冠軍   |
| 2017年 | 非洲羽毛球錦標賽                         | 其他       | 混合雙打 | 安德里斯·马兰        | 冠軍   |
| 2017年 | 博茨瓦納羽毛球國際賽                     | 國際系列賽 | 女子雙打 | 米歇尔·巴特勒-埃米特 | 冠軍   |
| 2017年 | 博茨瓦納羽毛球國際賽                     | 國際系列賽 | 混合雙打 | 安德里斯·马兰        | 冠軍   |
| 2017年 | 南非羽毛球國際賽                         | 國際系列賽 | 女子雙打 | 米歇尔·巴特勒-埃米特 | 冠軍   |
| 2017年 | 南非羽毛球國際賽                         | 國際系列賽 | 混合雙打 | 安德里斯·马兰        | 冠軍   |
| 2018年 | 博茨瓦納羽毛球國際賽                     | 未來系列賽 | 女子雙打 | 米歇尔·巴特勒-埃米特 | 冠軍   |
| 2018年 | 博茨瓦納羽毛球國際賽                     | 未來系列賽 | 混合雙打 | 安德里斯·马兰        | 冠軍   |
| 2018年 | 南非羽毛球國際賽                         | 未來系列賽 | 女子雙打 | 米歇尔·巴特勒-埃米特 | 亞軍   |
| 2018年 | 南非羽毛球國際賽                         | 未來系列賽 | 混合雙打 | 安德里斯·马兰        | 冠軍   |

| 2007-2017年 | 首要超級賽 | 超級賽 | 黃金大獎賽 | 大獎賽 | 國際挑戰賽 | 國際系列賽 | 未來系列賽 | 其他 |

| 2018-2026年 | 總決賽 | 超級1000賽 | 超級750賽 | 超級500賽 | 超級300賽 | 超級100賽 | 國際挑戰賽 | 國際系列賽 | 未來系列賽 | 其他 |

### 奧運會和世錦賽參賽紀錄
|          | 搭檔          | 2015 |
| -------- | ------------- | ---- |
| 混合雙打 | 安德里斯·马兰 | 48強 |